# Pomponema cyatholaimoides
Pomponema cyatholaimoides är en rundmaskart. Pomponema cyatholaimoides ingår i släktet Pomponema, och familjen Cyatholaimidae. Arten är reproducerande i Sverige.